# Owsiannikowo (rejon wołogodzki)
Owsiannikowo (ros. Овсянниково) – wieś w Rosji, w rejonie wołogodzkim obwodu wołogodzkiego. W 2010 r. liczyła 16 mieszkańców.